# チェコ湖
チェコ湖（ロシア語: Чеко）は、シベリアクラスノヤルスク地方エヴェンキスキー地区を流れるキムチュ川にある小さな淡水湖である。お椀状の湖で、おおむね北西～南東方向に長い楕円形をしている。水深5mの直径が約300メートル、最深部が約50メートルである

。チェコ湖はツングースカ大爆発を起こした隕石の一部が地面に衝突したことによって形成されたとの説がある
。

## チェコ湖の形成
チェコ湖の形成については、1908年6月30日にシベリアタイガを2000km2以上の範囲にわたって破壊した「ツングースカ大爆発」との関連性が以前より指摘されていたが、ソビエト時代の1961年に実施された調査後の報告では、湖底に7メートルに及ぶ分厚い砕屑物が存在することから湖の年齢を少なくとも5000年であると推定し、大爆発との関連性を否定した。
しかし、2007年にはイタリア・ボローニャ大学の研究者らが湖底の堆積物、同位元素および花粉の調査から、
チェコ湖はツングースカ大爆発の爆心地から約8キロ北北西で地面に衝突した破片によって形成されたものであるとの仮説に至ったとした
。

## 様々な証拠と反論
ボローニャ大学の研究調査グループによる報告に対し、イギリスの公立大学であるインペリアル・カレッジ・ロンドンの研究者らは2008年、チェコ湖を囲む木々の多くが樹齢100年以上であり、湖が1908年の爆発の結果できたものではないことを示していると主張した

。
これに答える形でボローニャ大学の研究者らは、湖底に積もる沈殿層の上層わずか1メートルほどだけが「通常の湖沼堆積物」であり、これは湖の年齢が約100年と非常に若いことを示しているとした。その上で、チェコ湖畔に現在立っている木は100年前に何らかの損傷を負ったらしいことが年輪から観察でき、隕石の衝突にもっとも近い木々の犠牲によって残ったものであろうと反論した
。
ボローニャ大学の研究チームは、チェコ湖が隕石の衝突によってできたものであるとする他の根拠として、湖床の音響エコーによる測定で湖底が漏斗状であることがわかっており、これが衝突クレーターの特徴を示している、楕円形のチェコ湖の長軸延長線上およそ8.0km離れた位置にツングースカ大爆発の爆心地がある、磁気探査で湖の最深部の下に衝突体の断片の可能性がある1メートル級大の岩が検知されている、などを挙げている。
ボローニャ大学グループの仮説に対しては、衝突時の特性と矛盾する衝突体破片と噴出物の不足など、湖と周辺地形の形態を含む問題も指摘されている

。